# Mauritanie aux Jeux paralympiques
La Mauritanie a participé pour la première fois aux Jeux paralympiques et aux Jeux paralympiques d'été de 2000 à Sydney et n'a remporté aucune médaille depuis son entrée en lice dans la compétition.   